# Craig Borten
Craig Borten est un acteur et scénariste américain né en 1965 à Philadelphie (Pennsylvanie).

## Filmographie

### Scénariste
- 2013 : Dallas Buyers Club de Jean-Marc Vallée
- 2015 : Les 33 (The 33) de Patricia Riggen

### Acteur
- 2002 : Looking for Jimmy de Julie Delpy
- 2013 : Dallas Buyers Club de Jean-Marc Vallée : Cowboy

## Nominations
pour Dallas Buyers Club :
- Oscars du cinéma 2013 : Oscar du meilleur scénario original
- Writers Guild of America Awards 2013 : meilleur scénario original